# Children of the Corn II: The Final Sacrifice
Los chicos del maíz II: El sacrificio final (título original: Children of the Corn II: The Final Sacrifice) es la secuela de la película de 1984 Children of the Corn. Dirigida por David F. Price, fue estrenada en 1992 en Alemania y contó con las actuaciones de Terence Knox, Ryan Bollman, Ned Romero y Paul Scherrer. El lanzamiento del video corrió a cargo de Paramount Pictures.

## Argumento
La trama se desarrolla en Hemingford, Nebraska, un pueblo cercano a Gatlin, dos días después de los eventos de la película original. La gente de Hemingford decide adoptar a los niños supervivientes de Gatlin, con la intención de ayudarlos a iniciar una nueva vida. Por desgracia para los bienintencionados locales, los niños van al maizal, donde uno de los miembros del culto del maíz, Micah, ha sido poseído por un demonio enviado por el que camina detrás de la fila, la entidad demoniaca que controla al culto. 
Atrapado en medio de este hecho, el reportero John Garret y su hijo Danny, los cuales tienen una relación problemática, deciden quedarse ya que no saben dónde ir. John está en la ciudad trabajando en una historia sobre los niños y se topa con dos de sus ex compañeros, Bobby y Mac, que están dejando la ciudad y pronto son asesinados por el que camina detrás de la fila. John comienza una relación con la dueña de casa rural Ángela. Danny pasa la mayor parte de su tiempo con una chica huérfana del pueblo, Lacey. 
Micah y los otros niños asesinan a una mujer local, Ruby Burke, dejando caer su casa sobre ella. Luego matan a otro miembro del pueblo con un muñeco vudú, haciéndole sangrar hasta la muerte. John comienza a hacer preguntas al médico del pueblo sobre lo que está pasando, pero el doctor actúa sospechosamente y le pide a John que se vaya. 
El doctor más tarde es asesinado a puñaladas por los niños. Micah y los niños entonces matan a la hermana de la señora Burke, haciendo parecer como si ella simplemente fue atropellada por un coche. John se asocia con Frank Red Bear, un profesor de una universidad cercana, para tratar de averiguar qué está pasando.  
Descubren que los residentes de la ciudad planean vender maíz echado a perder de la cosecha del año anterior junto con la nueva cosecha.  El maíz estropeado tiene una toxina que creen es la fuente de los delirios de la banda infantil. El Sheriff de la ciudad los captura, los ata y trata de matarlos con una cosechadora de maíz, pero escapan. El Sheriff y el resto de la ciudad asisten a una reunión, pero los niños los encierran y prenden fuego al edificio, matando a todos. Los niños secuestran a Ángela y Lacey y las llevan al maizal. Danny se compromete a reunirse con los niños y Micah le ordena sacrificar a Lacey. Danny vacila, entonces John y Frank llegan conduciendo la cosechadora. 
Uno de los niños dispara a Frank con una flecha y este aparentemente cae muerto. Danny y John liberan a Lacey y Ángela e intentan escapar, pero el maizal aparentemente nunca termina y regresan a donde empezaron. Micah comienza a aprovechar el poder de aquel que camina detrás de las filas. Entonces, Frank, que aún está vivo, arranca la cosechadora antes de finalmente morir. La bata de Micah queda atrapado en la máquina y llama a Danny por ayuda. Danny vacila pero no sale. Entonces, la cara de Micah se transforma en el demonio que lo poseía. El demonio entonces sale de él, haciendo que Micah vuelva en sí mismo otra vez. Danny decide ayudarlo pero ya era demasiado tarde, Micah es triturado dentro de la cosechadora y es convertido en un pienso sangriento. El resto de niños se dispersan y Danny, Ángela, Lacey y John les dejan ir. Más tarde, John y Danny se reconcilian, Lacey y Ángela queman el cuerpo de Frank y le dan un funeral antes de viajar todos juntos lejos de Nebraska.

## Reparto
| Personaje               | Actor original      | Actor de doblaje        |
| ----------------------- | ------------------- | ----------------------- |
| John Garret             | Terence Knox        | Pedro D'Aguillón Jr.    |
| Danny Garret            | Paul Scherrer       | Ulises Maynardo Zavala  |
| Micah                   | Ryan Bollman        | Andrés Gutiérrez Coto   |
| Lacey Hellerstat        | Christie Clark      | Laura Ayala             |
| Angela Casual           | Rosalind Allen      | Olga Donna-Dío          |
| Dr. Frank Redbear       | Ned Romero          | Maynardo Zavala         |
| Mary Simpson            | Kellie Bennett      | Actriz sin identidicar  |
| Dr. Richard Appleby     | Ed Grady            | Agustín Sauret          |
| Fraser                  | David Hains         | Actor sin identificar   |
| Bingo Caller            | Bill Wagner         | Actor sin identificar   |
| Reverendo Hollings      | John Bennes         | Armando Réndiz          |
| Sheriff Blaine          | Wallace Merck       | Sergio Barrios          |
| David Simpson           | Joe Inscoe          | Miguel Ángel Ghigliazza |
| Wayde McKenzie          | Robert C. Treveiler | Alfonso Ramírez         |
| Bobby Knite             | Leon Pridgen        | Alfonso Ramírez         |
| Señora Burke            | Marty Terry         | Carmen Donna-Dío        |
| Señora West             | Marty Terry         | María Santander         |
| Mordechai               | Ted Travelstead     | Marcos Patiño           |
| Ruth Gordan             | Kristy Angell       | Araceli de León         |
| Reportero               | Robert Harvey       | Víctor Hugo Aguilar     |
| Presentación e insertos | N/D                 | Maynardo Zavala         |

## Producción
La producción de la película comenzó a finales de la primavera de 1992, y se empezó a rodar en el verano de 1992 en Liberty (Carolina del Norte). La mayoría de los actores eran locales, incluidos los niños. La escena que muestra a una anciana volando a través de una ventana de la residencia después de su silla de ruedas por Miqueas fue filmado en el centro de Ramseur, Carolina del Norte. 
La escena en la que Miqueas y los chicos del maíz queman a los adultos del pueblo, se rodó en una casa en la esquina de San Asheboro y la avenida de Lutero. La casa realmente fue quemada para la película y sigue siendo un terreno baldío, donde la casa se había construido. El equipo de producción utilizó una parroquia local en la esquina de Fayetteville y Santos Raleigh.
En el comentario de DVD, el director David F. Price dijo que durante el rodaje había un grupo cristiano local que realizó algunas protestas (de baja intensidad) durante el rodaje, y que recibió un roedor muerto en su puerta a modo de advertencia. Como resultado, la producción construyó su propia iglesia para algunas escenas de la película. A pesar de ello, no se han producido incidentes reales
De acuerdo con el proyecto original del guion, la película iba a llamarse Children of the Corn 2 Deadly Harvest (literalmente: "Los chicos del maíz 2: Cosecha mortal").

## Recepción
La película, al igual que la película anterior de la franquicia, fue un éxito en taquilla, lo que llevó a otras 5 secuelas, aunque las 4 últimas ya fueron estrenadas directamente en video.